# Rosetta Code
Rosetta Code es un sitio web basado en wiki que es una crestomatía de programación con implementaciones de algoritmos comunes y soluciones a varios problemas de programación en diferentes lenguajes de programación.
Fue creado en 2007 por Mike Mol. En junio de 2020, Rosetta Code incluye 1.076 tareas de programación y conoce 808 lenguajes de programación.
El contenido del sitio está licenciado bajo la licencia de documentación libre de GNU 1.2, aunque algunos componentes pueden tener licencia dual con términos más permisivos.
El repositorio web Rosetta Code ilustra cómo una funcionalidad deseada se implementa de formas muy diferentes en diferentes paradigmas de programación, y cómo se logra "la misma" tarea en diferentes lenguajes de programación.

## Datos y estructura
El sitio está organizado para ser navegable por tareas (problemas específicos de programación o consideraciones) y por lenguajes de programación. La página de una tarea muestra soluciones en varios lenguajes con contribuciones de los visitantes, permitiendo al lector comparar el enfoque de cada lenguaje con el problema que enuncia la tarea. Las páginas de tareas están incluidas en listados por lenguaje basados en los lenguajes de las soluciones provistas; una tarea con una solución en C se mostrará en el listado para C. Si la misma tarea tiene una solución en Ruby, la tarea también aparecerá en el listado de Ruby.

## Selección de lenguajes
La siguiente lista representa un ejemplo de los lenguajes que se pueden encontrar en Rosetta Code
- Go
- Phix (lenguaje de programación)
- Julia
- Raku, anteriormente conocido como Perl 6
- Python
- Perl
- Kotlin
- C
- Java
- Racket
- zkl (lenguaje de programación)
- REXX
- J
- Ruby
- Haskell

## Selección de tareas
La siguiente lista representa un ejemplo de las tareas que se pueden encontrar en Rosetta Code
- Hola mundo
- 99 Bottles of Beer (99 botellas de cerveza)
- 100 puertas
- Fizz Buzz
- Factorial
- Sucesión de Fibonacci
- Comentarios
- A+B
- Programa vacío
- Definición de función
- Función de Ackermann
- Infinito